# Oskar-Erich Peter
Oskar-Erich Peter (* 8. Februar 1898 in Berlin; † 23. November 1989 in Brackenheim) war ein deutscher Erfinder und Ingenieur.

## Leben
Peter war Kampfpilot im Ersten Weltkrieg. Er studierte Ingenieurwesen und arbeitete nach seinem Studium bei verschiedenen Flugzeug- und Automobilbaufirmen in Deutschland. Neben verschiedenen kleineren Erfindungen ist Peter insbesondere für seine Erfindung aus dem Jahre 1948 bekannt, als er konzentrische Ringe zu einer Verbindung zusammenpresste, für die es keines Schlüssels bedurfte.